# Brendelsteig

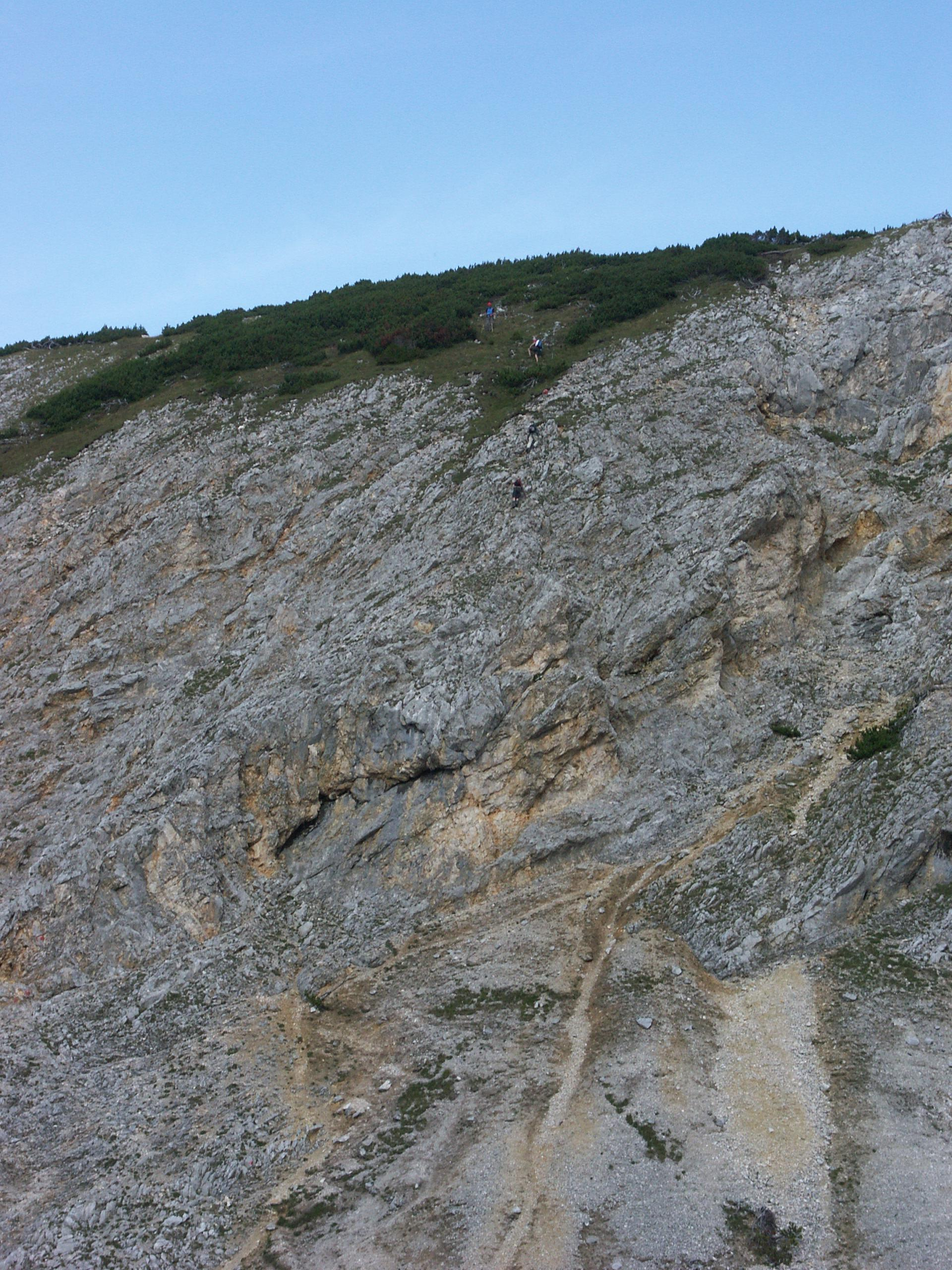
Brendelsteig im Fels

Der Brendelsteig ist ein schwieriger Steig in der Hinterautal-Vomper-Kette im Karwendel (Tirol), der vom Karwendelhaus (1771 m ü. A.) ausgehend über den Schlauchkargraben zugänglich ist. Er ist eine der Anstiegsrouten zu den drei Ödkarspitzen. Der Brendelsteig ist stellenweise versichert.
Der Steig wird auch im Rahmen einer Überquerung der westlichen Hinterautal-Vomper-Kette von der Pleisenhütte (1757 m ü. A.) zum Karwendelhaus begangen (Toni-Gaugg-Höhenweg). Diese Überquerung erfordert sehr gute Kondition, Trittsicherheit, Schwindelfreiheit sowie sichere Weg- und Wetterverhältnisse.